# Borislav Džaković
Borislav Džaković (in serbo Борислав Џаковић?; Mostar, 24 ottobre 1947 – Belgrado, 28 giugno 2019) è stato un allenatore di pallacanestro serbo.

## Palmarès
- YUBA liga: 1

Partizan Belgrado: 1994-95
- Coppa di Jugoslavia: 1

Partizan Belgrado: 1995